# Newport (Isle of Wight)
 For alternative betydninger, se Newport. (Se også artikler, som begynder med Newport)
Newport er county town på Isle of Wight, en ø og county ud for Englands sydkyst. Byen ligger en smule nord for øens midte, og den ligger i civil parishet Newport and Carisbrooke. Den har sin kaj ud for den naviger-bare del af floden Medina, der løber til Cowes og Solent. I 2021 havde byen et indbyggertal på 25.407.